# Взятие Брест-Литовска
Взятие Брест-Литовска (нем. Die Einnahme von Brest-Litowsk) — одно из сражений во время Первой мировой войны. 26 августа 1915 года австро-германские войска в результате боёв захватили брест-литовскую крепость и город.

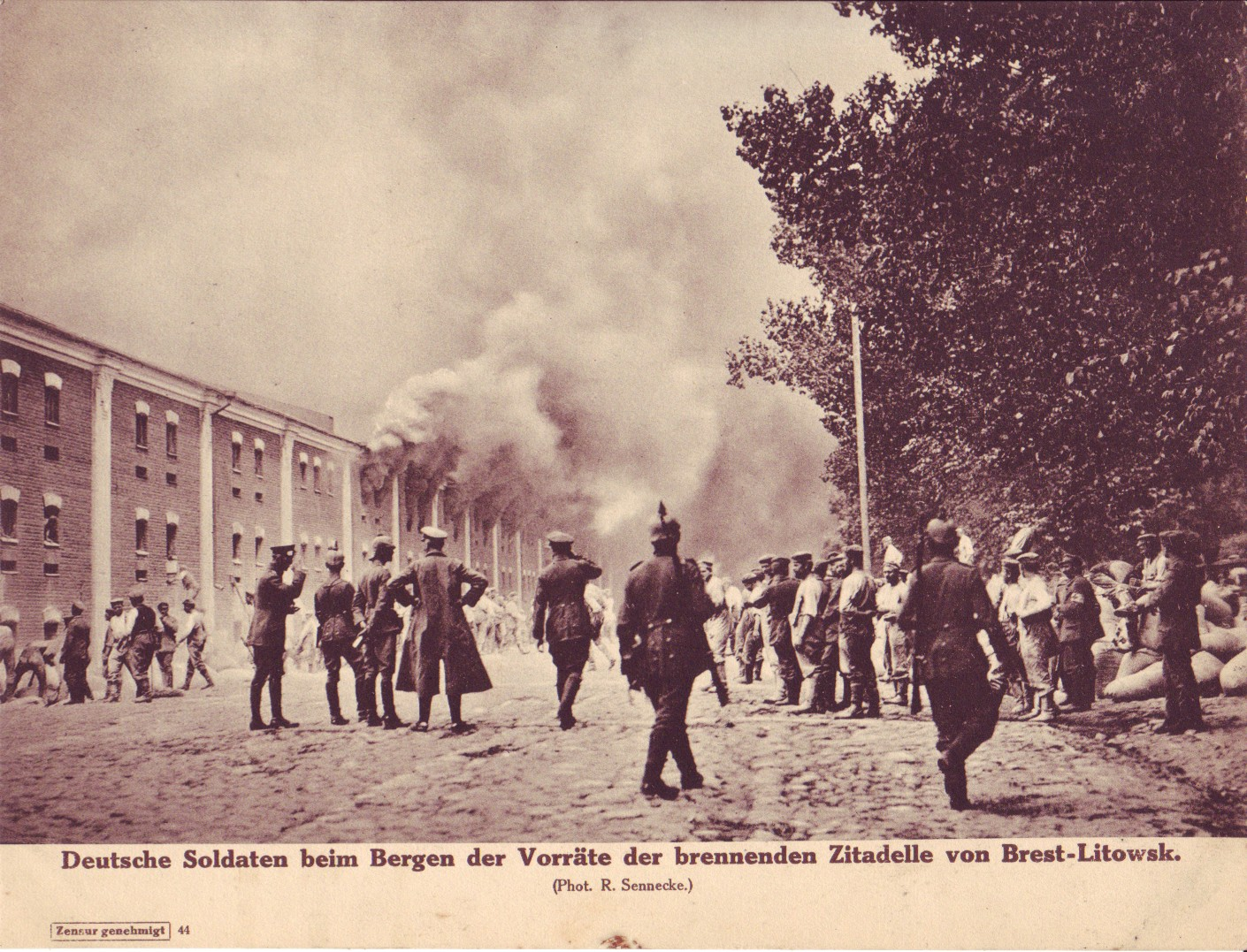
Германские солдаты в горящей крепости Брест-Литовска

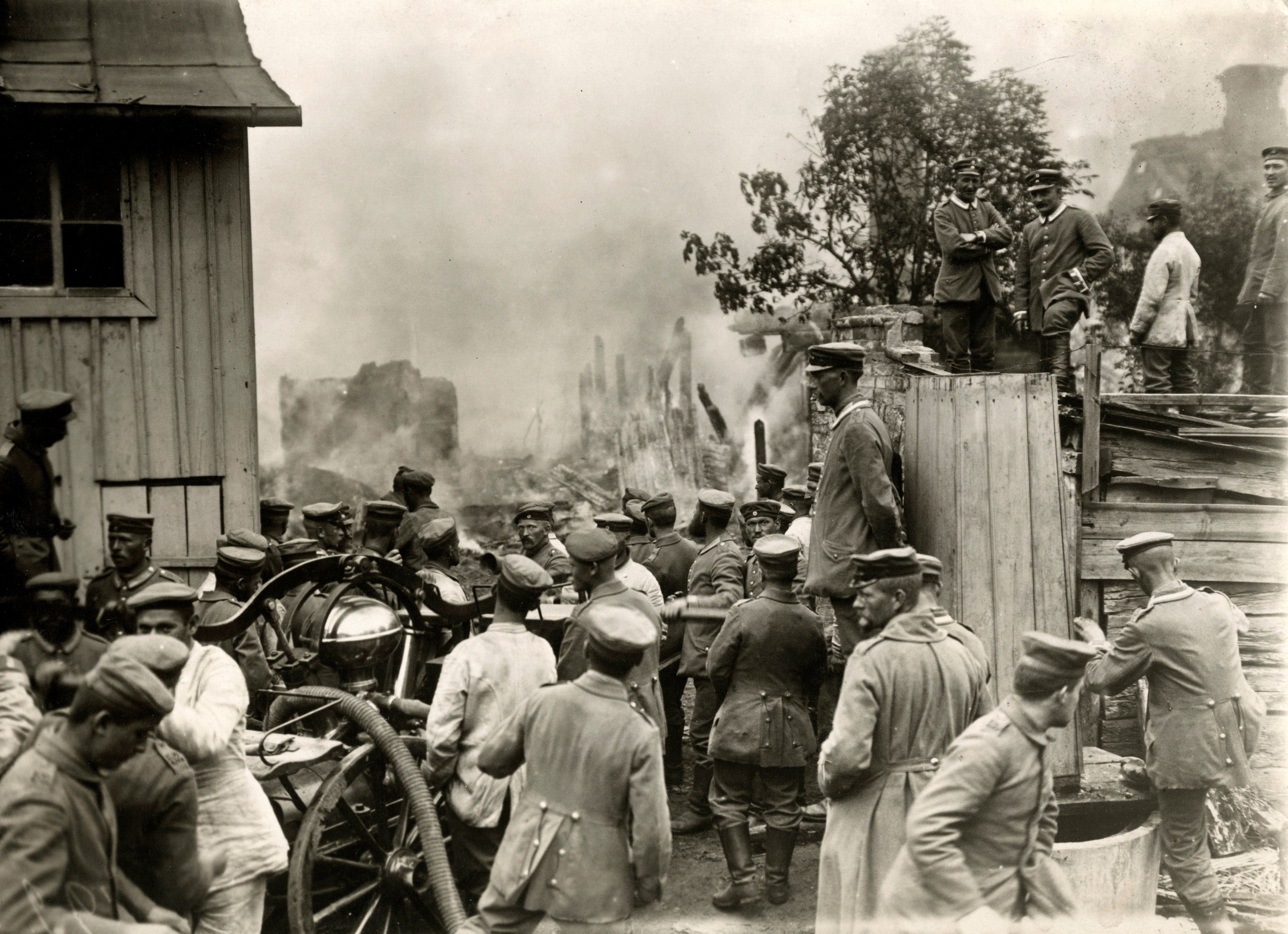
Германские солдаты тушат пожар в Брест-Литовске

## Планы сторон
Наступление германской армии в первой половине августа побудило Верховного главнокомандующего великого князя Николая Николаевича отдать приказ о разделении Северо-Западного фронта на Северный и Западный фронты. Согласно директиве от 4 (17) августа № 3274 главной задачей Западного фронта ставилось «прикрытие путей, ведущих на Москву из передового театра». В частности требовалось: 1) Прочно удерживать в своих руках Гродно-Белостокский район и фронт от верхнего Нарева до Бреста включительно; 2) Прикрывать пути по правому берегу верхнего Буга к фронту Брест-Кобрин-Пинск-Лунинец. Далее указывалось, что в целях упрочения Средне-Неманского района, необходимо «прочно удерживать крепость Брест и ее район».
Германское командование, отказавшись от более широкого охвата с севера отступавших русских войск, планировало группой армий Макензена «сильными ударами оттеснить русские армии к северу по обе стороны Брест-Литовска, в то время как 12-я армия, направляясь через Бельск, старалась бы ударить во фланг и тыл оттеснённых частей».
14 августа Бугская армия силами 82-й резервной дивизии заняла Влодаву и создала плацдарм на другом берегу Буга. С 17 по 20 августа германские корпуса форсировали Буг севернее Брест-Литовска у Янова и устья Пульвы. 20 августа Макензен отдал приказ блокировать крепость Брест-Литовск к северу от Буга на своём северо-западном и северном фронтах.

## Бои вокруг города
В ночь с 23 на 24 августа российская 4-я армия, окруженная с флангов группой Кёвеша и 4-й германской армией, начала отступление, и когда рано утром 24 августа войска 11-й немецкой армии, дислоцированные к северу от Буга, приготовились отбросить противника из низовий Пульвы, они обнаружили, что окопы, которые русские так упорно обороняли до тех пор, пусты. 10-й резервный корпус тремя дивизиями наступал вслед за отступающим противником и вышел на линию Кустын — Борщево, 25-го числа он отбросил арьергарды к востоку от этой линии и, соединившись с гвардией слева, вышел на реку Лесная. 24-го числа его правая 44-я резервная дивизия достигла Колодно (у устья Лесной) и на следующий день продвинулась на юг и юго-восток от Мотыкалы.
В центре наступления 6-й австро-венгерский корпус всеми силами атаковал позиции 3-й русской армии. Его 12-я пехотная дивизия с трудом могла приблизиться к позициям противника по обе стороны Добрыня, южному крылу 39-й пехотной дивизии удалось взять штурмом укрепления северо-восточнее Добрынки и продвинуться на 2 км дальше. 25-я резервная дивизия Бескидского корпуса также значительно продвинула свои позиции вперед, после чего оборонявшиеся 3-й Кавказский корпус, 10-й и части 14 корпуса оставили полевые позиции в ночь на 25-е.
На правом крыле группы армий Макензена части Бугской армии, расположенные восточнее Буга, также теснили 2-й Кавказский и 23-й армейский корпус, которые постепенно отступали на север и северо-восток.
24 августа произошли ожесточённые бои на линии Збураж — Богуславка, а на следующий день 24-м резервный корпус и 22-я пехотная дивизия вышли на ручей Шпановка у Медно и Рогозно; правое крыло, 1-я пехотная дивизия и 41-й резервный корпус с боями пробился к Збуражу и Мельникам.
Продвижение группы армий принца Леопольда, наступавшей севернее группы армий Макензена, за пределы прямой линии Брест-Литовск — Белосток и завоевание правым крылом Бугской армии территории на восточном берегу Буга вынудило командующего Западным фронтом Алексеева отдать приказ 4-й и 3-й армиям отступить в ночь на 26-е основными силами на линию Гайнувка-Сточок-Солодуха-Воля-Жабинка и эвакуировать Брест-Литовск. Из перехваченных радиограмм об этом стал известно германскому командованию, которое стало торопить свои войска.

## Бои в городе
Задача по взятию города легла в первую очередь на плечи австро-венгерского 6-го корпуса.

Противник занял сильные позиции на заводах в районе Кобылян и Корощина, а также между этими местами. Вечером австро-венгерские войска находились прямо перед заводами, которые находились под сильным артиллерийским обстрелом, и на которых, а также в городе за ними бушевали сильные пожары. Взрывы сотрясали воздух на большой территории. Но, несмотря на эти несомненные признаки предстоящей эвакуации крепости, противник по-прежнему оказывал упорное сопротивление. Не без значительных потерь полки 6-го корпуса прорвались сквозь проволочные заграждения противника между взрывающимися минами. С наступлением ночи гонведы прорвали укрепления у Кобылян, а на северо-востоке 12-я пехотная дивизия штурмовала еще одно укрепление. Ночью полки двинулись вперед на восток, но обнаружили, что внутренние укрепления уже взорваны и брошены. В 3 часа утра 26-го числа передовые батальоны достигли южной оконечности основных укреплений и горящего дорожного моста. Быстро построили пешеходный мост, чтобы попасть на другой берег.— Österreich-Ungarns letzter Krieg 1914—1918, Das Kriegsjahr 1915, Die Einnahme von Brest-Litowsk (24. bis 26. August), s. 721
Днём подразделения 6-го корпуса проникли во внутреннюю часть крепости, цитадель, а затем в горящий город. В это же время 43-я резервная и 119-я пехотная дивизии (22-й резервный корпус), продвигаясь к северу от города, постепенно взяли под контроль все сооружения на северном фронте. Тем временем Бескидский корпус продвигался через Буг на восток южнее крепости и между заброшенными укреплениями южного фронта. 22-й резервный и Бескидский корпуса смогли беспрепятственно продвинуться восточнее Брест-Литовска и к вечеру выйти на линию Рачки — Шебрин. Одна из важнейших военных баз противника на театре военных действий попала в руки союзных австро-германских войск.